# Pietro Chesi
Pietro Chesi (prononcé : [ˈpjeːtro ˈkeːzi]) est un coureur cycliste italien né le 24 novembre 1902 à Gambassi Terme et mort le 15 août 1944 à Florence. Professionnel de 1925 à 1934, il a remporté Milan-San Remo en 1927.

## Biographie
Pietro Chesi devient cycliste professionnel en 1925. En 1927, il remporte Milan-San Remo à la surprise générale devant Alfredo Binda, après une échappée de plus de 200 kilomètres.
Il meurt fusillé par des partisans anti-fascistes le 15 août 1944 à Florence.

## Palmarès
- 1925
  - 2e de la Coppa Pietro Linari
- 1927
  - Milan-San Remo
- 1928
  - 6e de Milan-San Remo
  - 10e du Tour d'Italie

## Résultats sur le Tour d'Italie
- 1928 : 10e